# بازی ترس

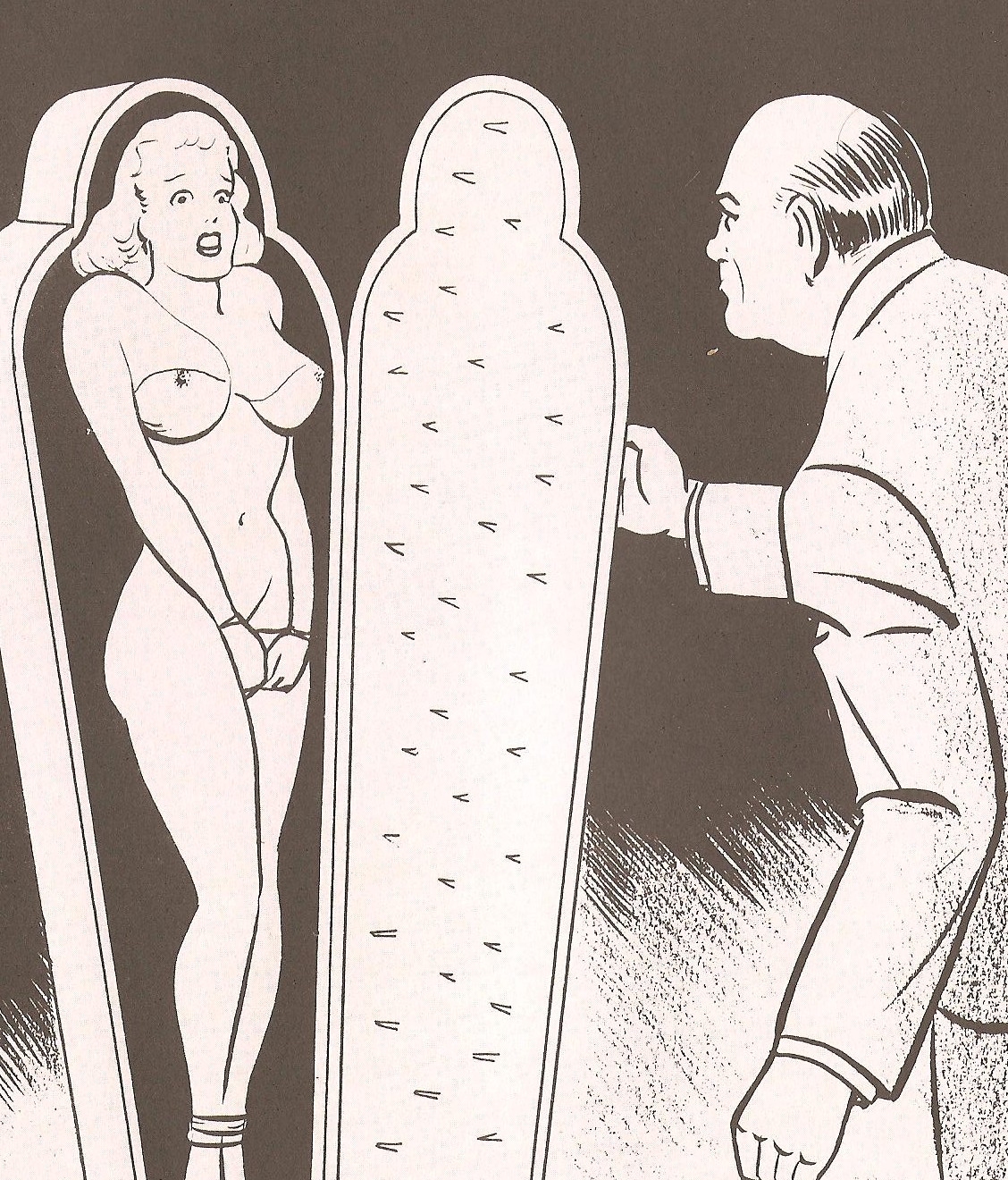
کارتون زنی ترسیده را نشان می‌دهد که درون یک دوشیزه آهنی بسته شده و منتظر بسته شدن در است. تصویر سازی، جو شوستر از مجله Nights of Horror.

بازی ترس شامل هر فعالیت جنسی است که با استفاده از ترس، برانگیختگی جنسی ایجاد کند. بازی ترس برخلاف تمایلات مازوخیستی، لذت و تحریک را از طریق ترشح اندورفین به افراد ارائه نمی‌کند، بلکه با ایجاد یک وضعیت روحی ترسناک که باعث ترشح آدرنالین می‌گردد دست به این اقدام می‌زند. برخی این نقش را با فیلم‌های ترسناک تشبیه کرده‌اند تا بتوانند خروجی بی‌ضرری داشته باشند که در آن احساس وحشت کنند.

## تعریف

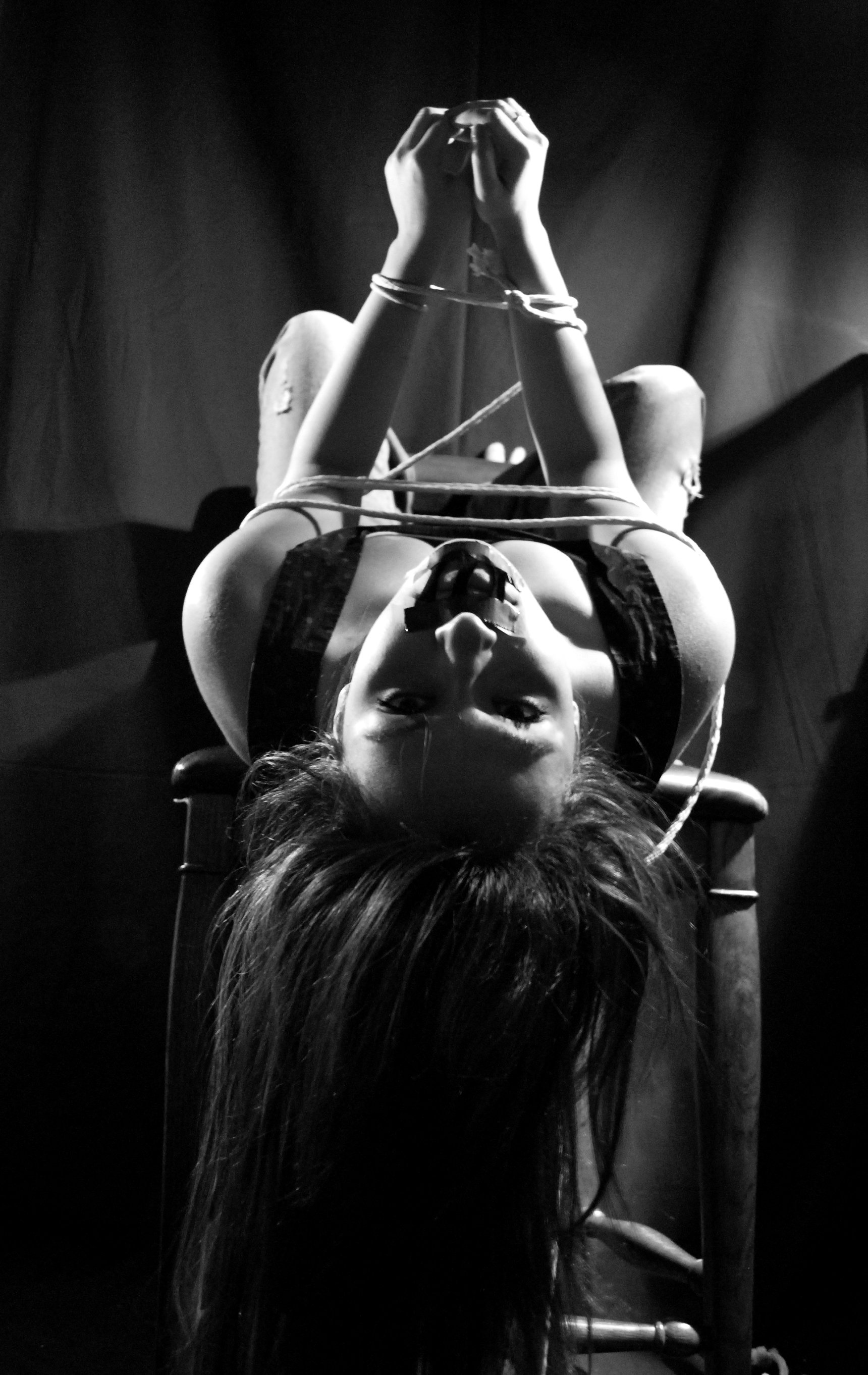
یک زن با شیوه بانداج اساسیه بسته شده‌است.

بازی ترس به‌طور معمول بازی لبه محسوب می‌گردد، دسته ای از فعالیتهای مرتبط با بی‌دی‌اس‌ام که جه از نظر جسمی و چه به لحاظ روانی خطراتی را نیز دربردارد. تحت شرایطی که در بازی‌های جنسی، محدودیت‌هایی به عنوان خط قرمز فرد تعیین می‌شود، در ترس بازی ممکن است این محدودیت‌ها با هدف افزایش تحریک جنسی به عقب رانده شده یا تا حد زیادی نادیده گرفته شوند، زیرا فرد مفعولی بر اثر حس ناتوانی دچار احساس هیجان می‌شود.

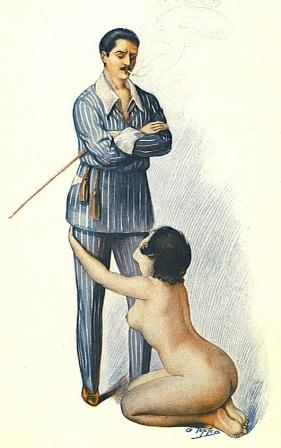
زن در برابر شریک غالب خود منتظر است

در برخی از انواع بازی‌های ترس ممکن است از تردیدهای فرد در مورد مسائلی چون رهاشدگی یا تحقیرشدن استفاده شود. برخی دیگر نیز نسبت به شرایط فیزیکی خود حساس هستند. دکتر بازی، چاقو بازی یا آدم‌ربایی ممکن است جنبه‌های روانی ترس را شامل شود، اما احتمالاً این فعالیتهای بدنی هستند که باعث ایجاد احساسات می‌شوند.